# 肉汁

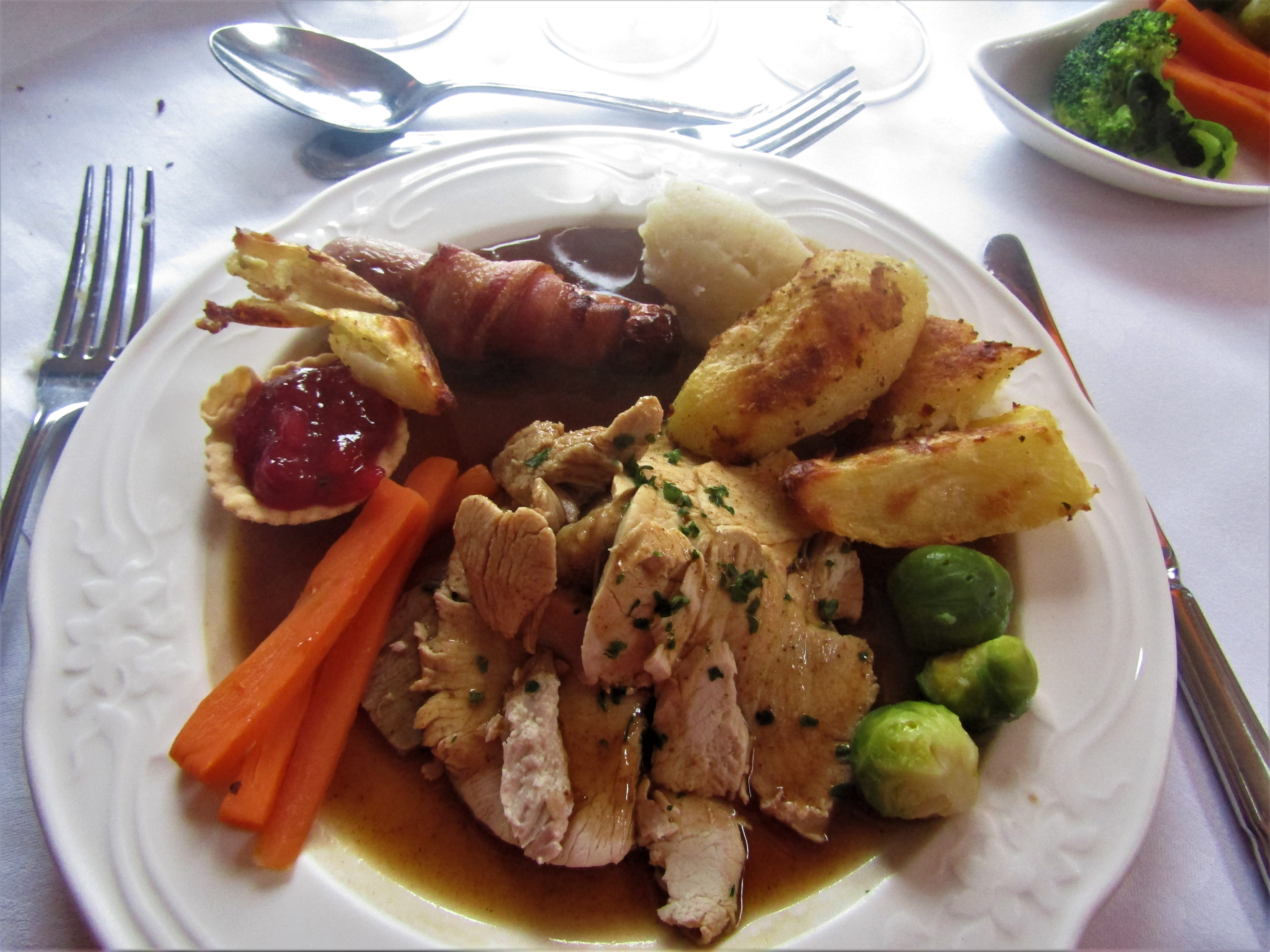
烤火鸡和猪肉宴，盘底为肉汁

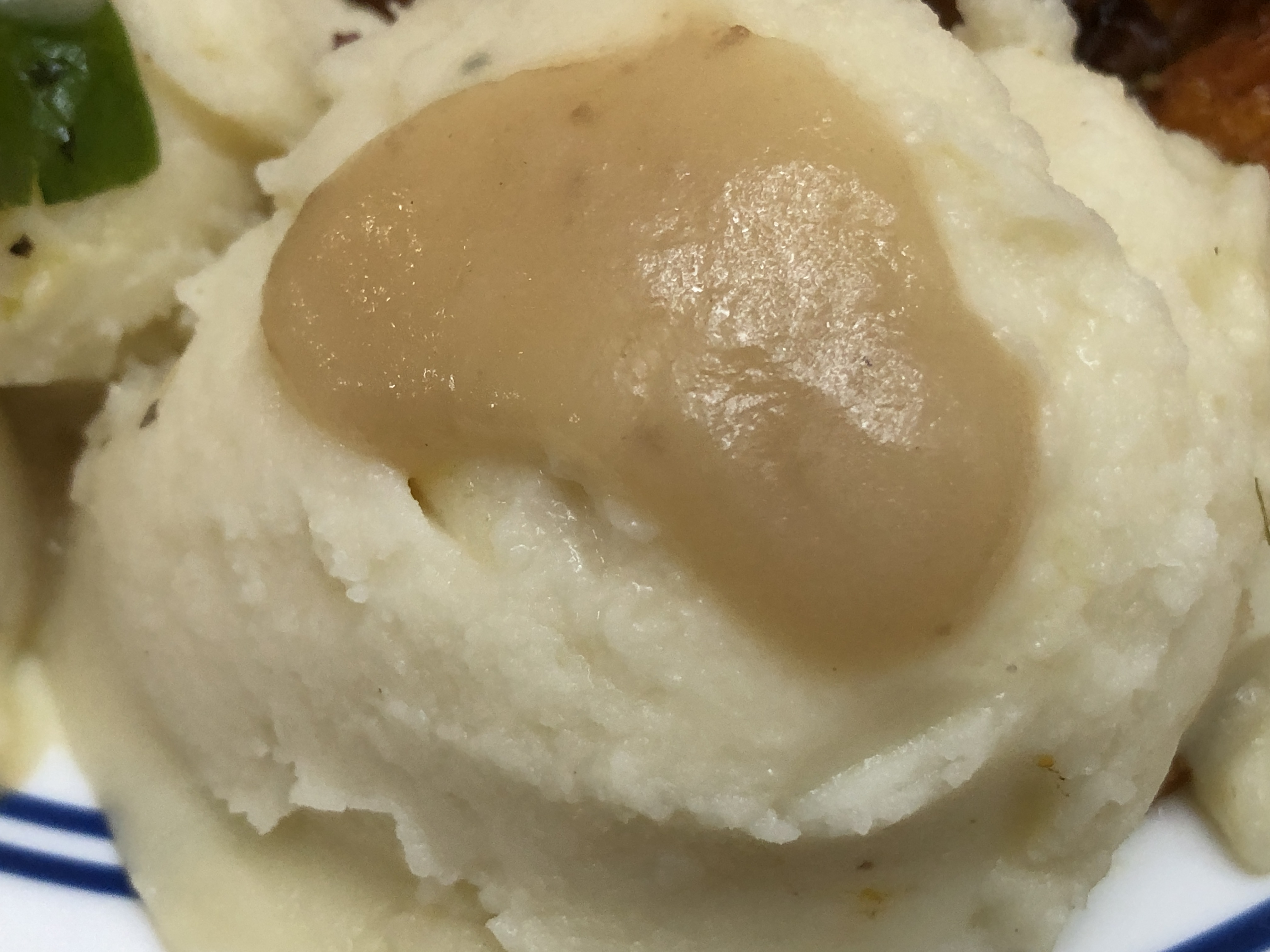
美国超市的肉汁土豆泥

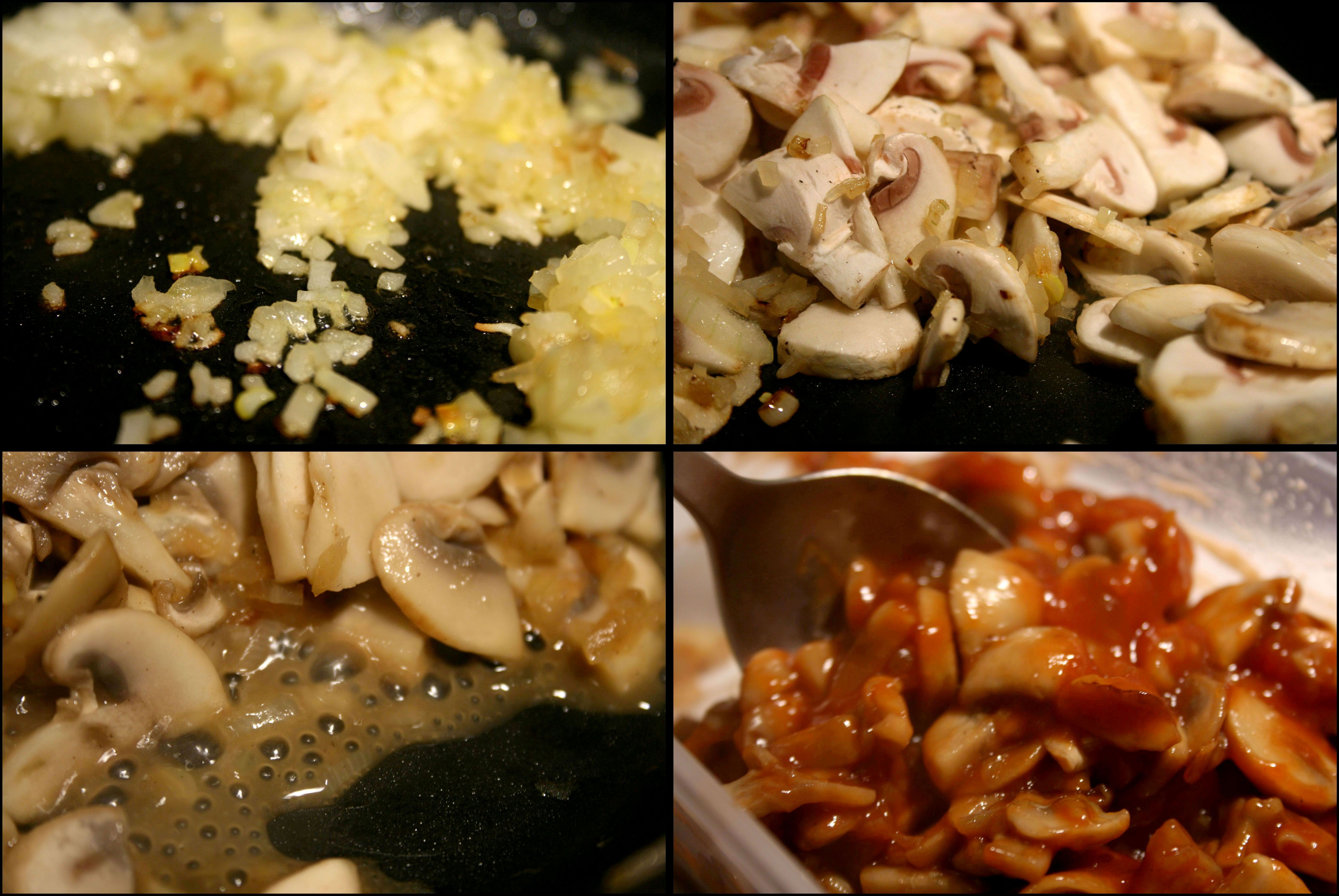
蘑菇肉汁（mushroom gravy）的制备流程：肉骨汤加蘑菇

肉汁（英語：gravy）是一種濃稠的調味汁，由烹調肉类後流出來的汁做，经常会额外加淀粉增稠，经常也加盐和焦糖色等调味料。肉汁也有罐头版本、脱水粉末版本和浓缩块状（类似于汤块）版本。西餐如美國人吃肉（豬肉、雞肉、羊肉、火雞肉、牛肉）、主食（土豆泥、比司吉面包、米饭、薯条）經常和肉汁一同吃。
中文“肉汁”亦指肉類本身含有的液體，當以刀切肉時，或以牙齒咀嚼時會滲出。對於大部分肉類食用者來說，肉汁含量多的肉較為好吃。